# Abd el-Káder el-Híátí
Abd el-Káder el-Híátí (arabul: عبد القادر الخياطي); (Marokkó, 1945 –) marokkói válogatott labdarúgó.

## Pályafutása

### Klubcsapatban
A FAR Rabat csapatában játszott.

### A válogatottban
A marokkói válogatott tagjaként részt vett az 1970-es világbajnokságon. Az NSZK elleni csoportmérkőzésen pályára lépett.

## Külső hivatkozások
- Abd el-Káder el-Híátí – a FIFA adatbázisában
- Abd el-Káder el-Híátí adatlapja a National-Football-Teams.com oldalon (angolul)

- Abd el-Káder el-Híátí adatlapja a worldfootball.net oldalon (angolul)